# Simbolismo fascista
O simbolismo fascista é o uso de certas imagens e símbolos que são designados para representar aspetos do fascismo. Estes incluem símbolos de importância histórica, objetivos, políticas. Os símbolos mais conhecidos são os fasces, que era o símbolo original do fascismo, e a suástica do Nazismo.

## Símbolos comuns de movimentos fascistas
Os movimentos fascistas organizados têm uniformes de aparência militarista para os seus membros; usam símbolos nacionais históricos como símbolos para o seu movimento; e usam comícios orquestrados como propaganda. Os movimentos fascistas são liderados por um "Líder" (e.g. Duce, Führer, Caudillo) que é publicamente idolatrado na propaganda como o salvador da nação. Um número de movimentos fascistas usam a saudação romana.
O uso de símbolos, gráficos, e outros artefactos criados por governos fascistas, autoritários, e totalitários tem sido denotado como um aspeto chave da sua propaganda. A maioria dos movimentos fascistas adotaram símbolos de origem romana ou grega antiga, por exemplo, o uso alemão dos padrões romanos durante comícios e a adoção italiana do símbolo de fasces. A Falange espanhola tomou o seu nome da palavra espanhola para a falange grega.

## Uniformes militaristas com insígnias nacionalistas
Os movimentos fascistas organizados tipicamente usam uniformes com aparência militar com o símbolo do seu movimento.
Em Itália, o movimento italiano fascista em 1919 usava uniformes pretos e tinham a alcunha de Camisas-negras. No poder, os uniformes durante a era Fascista estendiam-se tanto ao partido como ao exército que tipicamente exibiam fasces ou uma águia a segurar fasces nas suas boinas ou numa secção do braço esquerdo do uniforme.
Na Alemanha, o movimento fascista Nazi era similar ao movimento italiano no que toca ao uso inicial de um uniforme com cores específicas para o seu movimento, o uniforme de cor castanha do grupo paramilitar SA ganhou ao grupo e aos Nazis a alcunha de Camisas-castanhas. Os Nazis usaram a suástica para os seus uniformes e copiaram os uniformes dos italianos, com uma águia a segurar uma suástica adornada na vez de fasces, e uma faixa de braço com a bandeira Nazi na secção do braço esquerdo do uniforme para os membros do partido.
Outros países fascistas largamente copiaram o simbolismo dos Fascistas italianos e dos Nazis alemães para os seus movimentos. Como eles, os seus uniformes pareciam tipicamente como os uniformes militares com a insígnia tipo-Nacionalista do movimento. A Falange espanhola adotou as camisas azul escuro para os membros do seu partido, simbolizando os trabalhadores espanhóis, muitos dos quais usavam camisas azuis. Boinas foram também usadas, representando os seus apoiados Carlistas. Os voluntários expedicionários da Divisão Azul espanhola enviados para a Frente Leste da II Guerra Mundial em (relativamente indireto) apoio dos alemães também usavam camisas, boinas, e calças azuis.

## Uso fascista de heráldica
Os governos fascistas frequentemente viam a necessidade de mudar a heráldica das suas nações na Alemanha, o brasão de Coburgo, com a cabeça de Maurício de Tebas, era desprezado pela sua natureza religiosa e não-Ariana. Foi trocado em 1934 com um brasão com uma espada e uma suástica. Turíngia também viu a necessidade de apoiar o regime Nazi ao adicionar uma suástica ás patas do leão no seu brasão. Em Itália, o chefe de um brasão é frequentemente usada para indicar aliança política. Sob o governo de Mussolini, muitas famílias e locais adotaram o chefe vermelho carregado de fasces para indicar aliança com o Partido Nacional Fascista; este chefe era chamado capo del littorio. Francisco Franco, Chefe de Estado da Espanha Franquista, usava um brasão pessoal com a Banda Real de Castela, um símbolo heráldico usado pela Coroa de Castela.

## Itália
O símbolo original do fascismo na Itália sob Benito Mussolini era o fasces. Este era um símbolo de poder do antigo Império Romano carregado por lictores em frente de magistrados; um feixe de ramos com um machado, indicando poder sobre a vida e a morte. Antes dos Fascistas italianos adotarem o fasces, o símbolo havia sido usado por organizações políticas italianas de várias políticas ideológicas, chamadas Fasci ("ligas") como um símbolo de força pela unidade.
O Fascismo italiano utilizava a cor preta como um símbolo do seu movimento, preto sendo a cor dos uniformes dos seus paramilitares, conhecidos como Camisas-negras. A camisa negra derivava das tropas de choque de elite temerária conhecidas como Arditi, soldados que eram especialmente treinados para uma vida de violência e usavam uniformes de camisa negra únicos. A cor preta, como usada pelos Arditi, simbolizava a morte.

Outros símbolos usados pelos fascistas italianos incluíam a aquila, a Lupa Capitolina, e o lema SPQR, cada um relacionado com a história cultural da Roma Antiga, que os fascistas tentavam ressuscitar.

Bandeira do Partido Nacional Fascista, com fasces, que eram o principal símbolo do Fascismo italiano.
Uma águia empoleirada a segurar fasces era um símbolo comum usado nos uniformes fascistas italianos.

## Alemanha
A natureza do fascismo alemão, como encapsulado no Nazismo, era semelhante ideologicamente ao Fascismo italiano e tirou simbolismo dos Fascistas italianos como o uso de comícios em massa, a saudação romana com o braço reto, e o uso de ostentação. O Nazismo era diferente do Fascismo italiano pois era oficialmente racista. O seu símbolo era a suástica, na altura um símbolo comummente visto no mundo que tinha vivenciado um renascimento do uso no mundo ocidental no início do século XX. Os Nacionalistas völkisch alemães alegavam que a suástica era um símbolo da raça ariana, que alegavam que eram a base da civilização germânica e eram superiores às outras raças.
Como os Fascistas italianos adaptaram elementos da sua herança étnica para alimentar um senso de Nacionalismo pelo uso do simbolismo, a Alemanha Nazi fez o mesmo. Na volta do século, o místico e autor germano-austríaco Guido von List era uma grande influência no Reichsführer-SS Heinrich Himmler, que introduziu vários símbolos germânicos antigos (filtrados pela escrita de von List) mais profundamente na SS, incluindo o duplo Siegrune estilizado (a então contemporânea versão runa Armanen de von List da antiga runa sowilo) para a organização.
A tricolor 'preto-branco-vermelho' do Império alemão foi utilizada como o esquema de cores da bandeira Nazi. A cor castanha era a cor identificante do Nazismo (e fascismo em geral), devido a ser a cor dos paramilitares da SA (também conhecidos como Camisas-castanhas).
Outros símbolos históricos que já estavam em uso pelo Exército alemão em graus diferentes antes da Alemanha Nazi, tais como o Wolfsangel e Totenkopf, foram também usados numa maneira nova e mais industrializada em uniformes e insígnias.

Embora a suástica fosse um símbolo popular na arte antes do uso regimental pela Alemanha Nazi e tendo um longo património em muitas outras culturas durante a história – e embora muitos dos símbolos usados pelos Nazis serem antigos ou comummente usados antes do advento da Alemanha Nazi – pela associação com o uso Nazi, a suástica é frequentemente considerada sinónimo com o Nazismo e alguns outros símbolos ainda carregam um estigma negativo pós-II Guerra Mundial nos países ocidentais, ao ponto de alguns dos símbolos serem proibidos de serem expostos.

Bandeira do Partido Nazi (Partido Nacional Socialista Alemão dos Trabalhadores), com a suástica, o principal símbolo do Nazismo que continua fortemente associado a ele no mundo ocidental.
Parteiadler (Águia do Partido), usada como símbolo do Partido Nazi.

## Espanha
A Falange fascista na Espanha utilizava um jugo e flechas como o seu símbolo. Historicamente serviu como o símbolo do escudo da monarquia de Fernando e Isabela e os subsequentes monarcas católicos, representando uma Espanha unida e o "símbolo das virtudes heroicas da raça". O uniforme original dos Falangistas era a camisa azul – derivado dos macacões azuis dos trabalhadores industriais – que foi mais tarde combinado com a boina vermelha dos Carlistas para representar a sua junção com Franco.

Bandeira da Falange espanhola, com o jugo e flechas, o principal símbolo do Falangismo.
Brasão de estado da Espanha Franquista 1939-1945.
Brasão de estado da Espanha Franquista 1945–1977.

## Finlândia
O Movimento de Lapua usava o logótipo de um cavaleiro num urso com um taco, referenciando o brasão de Lapua e a revolta camponesa da Guerra de Cudgel. O líder do movimento Vihtori Kosola alegou até ser um descendente de Klas Fleming, uma das figuras principais da guerra. Depois do Movimento Lapua ser banido por uma revolta falhada, o seu sucessor Movimento Patriótico Popular reusou o símbolo com alterações mínimas.

Símbolo do Movimento de Lapua

Várias organizações neo-fascistas como o Movimento Azul-e-Preto usaram o Kalevalaico pagão "Mãos dos assinantes de runas" como o seu símbolo.

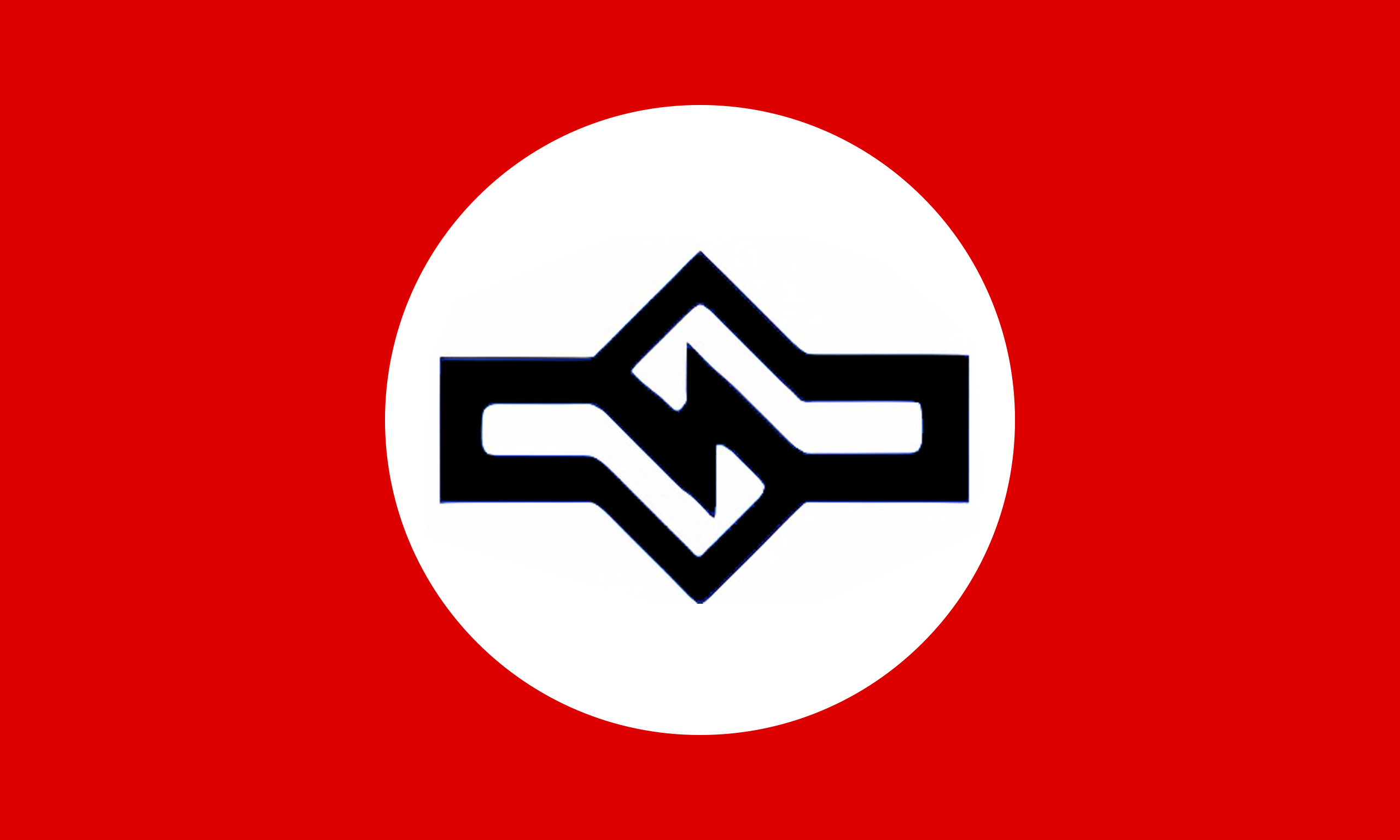
Símbolo do Concelho da União Nacional

## Polónia

Versão do «Mieczyk Chrobrego» usado pelo «Campo da Grande Polónia»
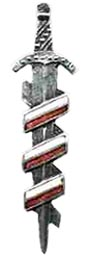
«Mieczyk Chrobrego»
Versão do «Mieczyk Chrobrego» usado pelo «Partido Nacional»

Outras organizações de extrema-direita mais antigas na Polónia, como o Partido Nacional e o Campo da Grande Polónia usavam o símbolo Mieczyk Chrobrego. Uma interpretação moderna do símbolo é usada pelo partido Juventude Toda-Polaca.

Versão mais antiga do símbolo «Falanga»
Interpretação moderna do símbolo «Falanga».

Organizações defendendo Radicalismo-Nacional (Acampamento Radical Nacional, Partido Nacional) usaram o símbolo Falanga para se identificarem. Uma interpretação moderna do símbolo é usada pelo Renascimento Nacional da Polónia e a encarnação moderna do Acampamento Radical Nacional.
Organizações como Zadruga e Niklot também usaram o símbolo Toporzeł. Uma variante deste símbolo existe, Topokrzyż, que existia para identificar igrejas que "não fossem pertencentes a Judeus".

## Outros locais

Símbolo da União Britânica de Fascistas

Símbolo do Partido da Cruz Flechada húngaro

Símbolo do Ustaše croata

Bandeira da Legião de Prata da América

Símbolo do Nasjonal Samling norueguês

Bandeira da Aurora Dourada

Cruz celta numa bandeira neo-Nazi

Bandeira do Movimento de Resistência Africâner

Muitos outros movimentos fascistas não ganharam poder ou foram relativamente regimes menores em comparação e o seu simbolismo não é bem lembrado atualmente em muitas partes do mundo, embora o Relâmpago e Círculo da União Britânica de Fascistas foi mais tarde usado pelo Partido de Ação Popular não-fascista da Singapura.
Em ordem alfabética por nação:
- Áustria: Frente Patriótica, que liderou o país de 1933 a 1938, usou a cruz potente como o seu símbolo.
- Brasil: a Ação Integralista Brasileira usava um sigma maiúsculo (Σ), para representar a somatória de todas as coisas sob o Estado.
- Bulgária: o símbolo dos movimentos nacional-socialistas Ratnik era a cruz do sol chamada "Bogar".
- Croácia: o símbolo do movimento Ustaše era a letra U maiúscula com uma granada flamejante e o brasão croata.
- Estados Unidos: o símbolo da Legião de Prata era uma bandeira prateada com a letra L em escarlate.
- Grã-Bretanha: os raios eram um símbolo comum da União Britânica de Fascistas de Oswald Mosley, aparecendo em uniformes, cabeçalhos jornalísticos, crachás e nas bandeiras do movimento. O símbolo substituiu completamente os fasces usados de 1932 a 1935 com a adoção do Relâmpago e Círculo.
- Grécia: um símbolo prominente do Regime de 4 de Agosto era o Lábris, o machado de dupla face que Ioánnis Metaxás pensava ser o símbolo mais antigo das civilizações helénicas.
  - O Partido ultra-nacionalista de extrema-direita Aurora Dourada usa uma bandeira com um meandro num estilo e esquema de cores que lembra a suástica Nazi.
- Hungria: o símbolo do Partido da Cruz Flechada era a cruz flechada.
- Jugoslávia: o quasi-facista Movimento Nacional Iugoslavo usavam um escudo verde com uma folha de trigo, com uma espada a passar no escudo.
- Noruega: o símbolo do Nasjonal Samling era uma cruz do sol dourada/amarela num fundo vermelho.
- Países Baixos: o Movimento Nacional Socialista usava o Wolfsangel como o seu principal símbolo.
- Portugal: o símbolo do regime do Estado Novo de Salazar era uma versão estilizada da Cruz de Cristo e um escudo encontrado na bandeira nacional para distinguir os seus rivais no Movimento Nacional-Sindicalista que usavam a Cruz da Ordem de Cristo.
- Romênia: o símbolo da Guarda de Ferro era uma tripla cruz – três verticais paralelas intersetadas com três horizontais paralelas, normalmente em preto; representava as barras da prisão, como um emblema de martírio. Era por vezes considerada a Cruz do Arcanjo Miguel, como o santo padroeiro do movimento.
- Rússia: o Movimento Contra Imigração Ilegal usava o sinal de trânsito "Proibido parar" em preto como o seu símbolo.

## Uso contemporâneo
Algumas organizações neo-nazi continuam a usar a suástica, mas muitas afastaram-se de tais símbolos inflamatórios do fascismo posterior. Alguns grupos neo-fascistas usam símbolos que lembra a suástica ou outros símbolos culturais ou ancestrais que podem invocar o sentimento nacionalista mas não carregam as mesmas conotações racistas. O uso de símbolos fascistas está sujeito a restrições legais em muitos países.
- Cruzes:
  - Cruz Flechada - Partido da Cruz Flechada na Hungria
  - Cruz celta - usada por grupos nacionalistas brancos neo-nazi pelo mundo: a Força Nova da Itália; Stormfront, o website de David Duke;  VSBD/PdA, um partido neo-nazi alemão; e o Partido Popular Britânico, um Partido britânico neo-nazi banido
  - Cruz cruzeta - Partido Nacional Socialista Lituano
  - Cruz do sol - Partido do Reino Nórdico sueco, Ku Klux Klan
- Suástica - continua a ser usado por grupos neo-nazi como o Partido Nazi Americano, os skinheads de São Paulo no Brasil, e foi usado pela Frente Nacional Socialista da Suécia
  - Suástica laminada - União Nacional da Rússia
  - Fylfot - Frente Patriótica Popular
- Símbolo wolfsangel
  - Usada pela SS e Juventude Hitlerista como também por vários grupos neo-nazi
  - Regimento Azov na Ucrânia[17][18]
- Sol negro - usado pelo Regimento Azov e Vanguard America como também por outros grupos como Volksfront. O atirador por detrás dos atentados de Christchurch esculpiu-o nas suas armas e colocou-o na capa do seu manifesto.
- Lábris - um machado de dupla face, usado por alguns nostálgicos fascistas gregos
- Runas:
  - Lebensrune + Todesrune (runa vida/morte) - Frente Allgermanische Heidnische, Aliança Nacional nos Estados Unidos
  - Runa Odal da SS - comum entre vários grupos neo-nazi
  - Rune Sigel da SS - especialmente no crachá Schutzstaffel, por vezes confundido com ou usado alternadamente com Eihwaz
  - Runa Tyr da SS - presente no crachá da SA Reichsführerschulen na Alemanha Nazi, e é por vezes usada por neo-nazis como o Movimento de Resistência Nórdico
  - Letras no alfabeto de Orcom - usadas por seguidores de Nihal Atsiz, e.g. Türkçü Toplumcu Budun Derneği
- Símbolo parecido à tríscele composto por três 7 usado pelo Movimento de Resistência Africâner, uma organização supremacista branca e neo-nazi na África do Sul
- Os neo-nazis tipicamente usam símbolos pagãos nórdicos, incluindo o Mjölnir
- Outros, continuam a ser usados pelo Partido Nacional Socialista dos Trabalhadores Japoneses no Japão e posteriormente usado pelo Partido Nazi Canadiano e o Partido do Novo Triunfo na Argentina